# لاتین گالاسو
لاتین گالاسو (انگلیسی: Latino Galasso; ۲۵ اوت ۱۸۹۸ – ۲۹ ژوئیهٔ ۱۹۴۹) قایقران روئینگ اهل ایتالیا بود.
وی در مسابقات کشوری و بین‌المللی در مجموع برندهٔ ۱ مدال طلا، ۱ مدال نقره، ۱ مدال برنز شده‌است.